# Elecciones primarias del Partido Socialista Unido de Venezuela de 2025
Las elecciones primarias del PSUV o asambleas de bases del PSUV, se realizaron el 15 de marzo de 2025 para la postulación de los candidatos y candidatas a las gobernaciones y consejos legislativos estadales para las elecciones regionales, así como para los candidatos a diputados y diputadas para las elecciones parlamentarias del 25 de mayo. El Secretario general del PSUV, Diosdado Cabello, aseguró en rueda de prensa que estas elecciones son democráticas y legítimas.[cita requerida]

## Antecedentes
Después de que el Consejo Nacional Electoral anunciará las elecciones regionales y parlamentarias para el 25 de mayo para la elegir a los 24 gobernadores y los consejos legislativos estadales de cada Estado, así como todos los diputados a la Asamblea Nacional.
En medio de un contexto de crisis política, a raíz de las elecciones presidenciales realizadas el 28 de julio de 2024, ocasionando protestas en rechazo a los resultados anunciados por el CNE.  Así como manifestaciones a principios de enero de 2025 igualmente en rechazo a la toma de posesión de Nicolás Maduro.

### Convocatoria
El 6 de febrero, el presidente del Partido Socialista Unido de Venezuela, Nicolás Maduro, precisó que entre 5 y 6 de marzo se realizará la escogencia de los candidatos para los cargos de gobernadores, diputados y legisladores estatales. Posteriormente dicha consulta de bases dentro del partido fue aplazada para 15 de marzo en virtud del ajuste de cronograma electoral realizado por el CNE la cual aplazó los comicios para el 25 de mayo.
Durante dicha consulta, se realizó en más de 47 mil comunidades la cual contó con tres modalidades distintas de elección, siendo la propuesta de postulación de gobernaciones, legislaciones estatales y diputados al parlamento nacional.

## Método de elección
Según lo establecido por la Dirección Nacional del Partido, el proceso sería supervisado por la Comisión Nacional Electoral en unas 47 533 comunidades, para esta consulta podían participar los militantes del partido mayores de 15 años estuviesen o no carnetizados así como los aliados del Gran Polo Patriótico, entre otros puntos adicionales se dio énfasis a la paridad de género e inclusión de la juventud al liderazgo interno, según lo propuesto por Nicolás Maduro.
El proceso de escogencia sería lo siguiente:
- Los jefes de comunidades dirigirán y organizarán las asambleas de bases.
- La instalación de la asamblea la cual deberá contar con un cuórum de 50 personas "referencial".
- Cada asamblea debe contar con tres momentos, siendo el primero la postulación de candidatos a gobernadores, la segunda para la postulación de legisladores a los consejos lesgislativos estadales y la tercera y última para proponer a los aspirantes a diputados a la Asamblea Nacional.
- Cada postulante debe postular un máximo de cinco nombres.
- Elaboración de un acta que contenga la firma de los testigos.
- Posteriormente la transmisión de datos debería ser transmitida de manera digital a través de la aplicación CC-200 del PSUV.

Una vez finalizado la consulta de bases, el presidente Nicolás Maduro y el alto mando político del partido tendrán la «potestad final» para elegir a los candidatos propuestos por las bases.

## Proceso
Las asambleas de bases comenzaron a las 2:00 de la tarde de manera simultánea en gran parte del país, así mismo se reportó que unas 43 500 comunidades tenían ya descargada la App, representando un 92 % del total de las asambleas.
Durante el transcurso del proceso electoral de las bases, el presidente del PSUV, Nicolás Maduro, afirmó la participación de 5 millones de venezolanos y venezolanas han participado, de los cuales detalló que a las 6:15 de la tarde se instalaron 47 263 asambleas, «hasta ahora se han postulado un total de 59 mil 622 candidatos y candidatas; 28 388 mujeres y 31 192 hombres, quiere decir que el proceso de postulación es un éxito total y hermoso», destacó.

## Estadísticas
El 16 de marzo, durante una rueda de prensa, el secretario general del PSUV Diosdado Cabello, dio un balance de la jornada, resaltando que las asambleas de bases arrojaron un total de 163 015 postulaciones y 131 902 postulados, «Tuvimos 163.015 postulaciones con 131.902 postulados y postuladas, es decir, cédulas únicas. ¿Por qué la diferencia? Porque hay 31.113 personas que fueron postuladas a más de un cargo», detalló.
Para los cargos de gobernadores y gobernadoras fueron postulados 21 648, para la Asamblea Nacional unos 66 731, en cuanto a los consejos lesgislativos estadales fueron postulados unas 74 636 personas. Así mismo informó que se dará inicio al proceso de selección de candidatos y candidatas que cumplan con los requisitos para su inscripción ante el Consejo Nacional Electoral.

### Reporte general del proceso de postulaciones
|  | 54 % |

|  | 46 % |

|  | 15.48 % |

|  | 40.35 % |

|  | 44.17 % |

### Postulados a la gobernación
|  | 51.70 % |

|  | 48.30 % |

|  | 14.20 % |

|  | 40.30 % |

|  | 45.50 % |

### Postulados a la Asamblea Nacional
|  | 55.70 % |

|  | 44.30 % |

|  | 14.36 % |

|  | 40.22 % |

|  | 45.42 % |

### Postulados a Consejos Legislativos
|  | 56.50 % |

|  | 43.50 % |

|  | 14.60 % |

|  | 41.70 % |

|  | 43.70 % |

## Candidatos seleccionados
Durante una cadena nacional el 28 de marzo, el presidente Nicolás Maduro anunció que próximamente el lunes se daría a conocer quienes serían los candidatos seleccionados por la dirección nacional del partido «Hemos tenido largas reuniones recibiendo el informe de Diosdado, sobre las candidaturas, gobernaciones, ya están todas las candidaturas a gobernaciones decididas y se van a anunciar el lunes», afirmó.
- Amazonas. Miguel Rodríguez
- Anzoátegui. Luis José Marcano
- Apure. Wilmer Rodríguez
- Aragua. Joana Sánchez
- Barinas. Adán Chávez
- Bolívar. Yurisbet García
- Carabobo. Rafael Lacava
- Cojedes. Jhon Moreno
- Delta Amacuro. Loa Tamaronis
- Falcón. Víctor Clark
- Guárico. Donald Donaire
- La Guaira. José Alejandro Terán.
- Lara. Luis Ramón Reyes Reyes
- Mérida. Arnaldo Sánchez
- Miranda. Elio Serrano
- Monagas. Ernesto Luna
- Nueva Esparta. Marisel Velázquez
- Portuguesa. Primitivo Cedeño
- Sucre. Jhoanna Carrillo
- Táchira. Freddy Bernal
- Trujillo. Gerardo Márquez
- Yaracuy. Leonardo Intoci
- Zulia. Luis Caldera
- Guayana Esequiba. Neil Villamizar